# Balkan Volleyball Association Cup 2022 (damer)
Balkan Volleyball Association Cup 2022 spelades 21-25 september 2022 i Banja Luka, Bosnien och Hercegovina. Turneringen vanns av PTT SK. Laget kvalificerade sig därigenom för spel i CEV Challenge Cup 2022–2023.

## Slutplaceringar[2]
| Pos | Lag                  |
| --- | -------------------- |
|     | PTT SK               |
|     | CS Dinamo București  |
|     | ŽOK Partizan         |
| 4   | UOK Banjaluka Volley |
| 5   | OK Rabotnicki Skopje |

## Individuella utmärkelser[2]
| Utmärkelse              | Namn                 | Lag                  |
| ----------------------- | -------------------- | -------------------- |
| Mest värdefulla spelare | Eva Pavlović Mori    | PTT SK               |
| Bästa passare           | Eva Pavlović Mori    | PTT SK               |
| Bästa högerspiker       | Elif Boran           | PTT SK               |
| Bästa vänsterspiker     | Gabriela Dan-Florina | CS Dinamo București  |
| Bästa center            | Dalia Vîrlan         | CS Dinamo București  |
| Bästa libero            | Jelena Šakotić       | UOK Banjaluka Volley |

OK Rabotnicki Skopje vann turneringens fair play-utmärkelse.